# كريستيان بسوس
كريستيان بوسوس (بالفرنسية: Christian Boussus)‏ مواليد 5 مارس 1908 في هييريس، فرنسا، هو لاعب كرة مضرب فرنسي بدأ مسيرته كمحترف سنة 1926 وكان يلعب باليد اليسرى، اعتزل اللعب في 1953. كما أنه أحد أبطال الجراند سلام. أعلى تصنيف له في الفردي كان المركز الـ 9 في سنة 1930.

## حياته الشخصية
خلال سنواته الجامعية، درس كريستيان الدعاية والتسويق. ولم يكمل فصله الدراسي لسنة 1930 بسبب استدعائه للخدمة العسكرية. عندما كان يلعب تنس الهواة اشتغل بوسوس كموظف مبيعات في نفس الوقت. لاحقاً تم تعيينه مديراً للاتصالات بشركة آي بي إم فرع فرنسا.
إلى جانب طريقة لعبه المميزة للتنس اشتهر بوسوس بكونه أول رجل يرتدي السراويل القصيرة في الملعب بدلاً من السراويل الطويلة. وقد كان في علاقة مع مصممة العطر الفرنسية جيرمين سيلير حيث عاشا معاً لمدة 30 سنة إلى أن توفيت سنة 1976. توفي كريستيان بوسوس في ال95 من عمره. وكان له أخ اسمه رولاند وقد كان هو الآخر لاعب تنس هاوٍ، فاز مع أخيه بلقب بطولة لي توكيوت فئة الزوجي سنة 1937، بالإضافة إلى فوزهم بفئة الفردي والزوجي المختلط.

## النهائيات

### الفردي
النهائي
| السنة | الدورة           | المنافس في النهائي | النتيجة            |
| 1931  | البطولة الفرنسية | جان بورترا         | 6–2, 4–6, 5–7, 4–6 |

### الزوجي
النهائي
| السنة | الدورة           | الشريك       | المنافس في النهائي    | النتيجة            |
| 1932  | البطولة الفرنسية | مارسيل برنار | هنري كوشيه جاك برونون | 4–6, 6–3, 5–7, 3–6 |

### الزوجي المختلط
اللقب
| السنة | الدورة             | الشريك      | المنافس في النهائي    | النتيجة       |
| 1935  | البطولة الأسترالية | لوي بيكرتون | مرس بوند فيرنون كيربي | 1–6, 6–3, 6–3 |

النهائي
| السنة | الدورة           | الشريك            | المنافس في النهائي           | النتيجة       |
| 1938  | البطولة الفرنسية | نانسي واين بولتون | سيموني ماثيو دراغوتين ميتيتش | 6–2, 3–6, 4–6 |

## روابط خارجية
- كريستيان بسوس على موقع رابطة محترفي التنس (الإنجليزية)
- كريستيان بسوس على موقع الاتحاد الدولي لكرة المضرب (الإنجليزية)
- كريستيان بسوس على موقع كأس ديفيز (الإنجليزية)
- كريستيان بسوس على موقع أرشيف التنس.كوم (الإنجليزية)
- كريستيان بسوس على موقع بطولة ويمبلدون (الإنجليزية)
- كريستيان بسوس على موقع خلاصة التنس.كوم (الإنجليزية)
- كريستيان بوسوس على موقع رابطة محترفي التنس
- كريستيان بوسوس على موقع الاتحاد الدولي لكرة المضرب
- كريستيان بوسوس على موقع كأس ديفيز
- كريستيان بوسوس على موقع أرشيف التنس